# 1210-е годы до н. э.
1210-е (ты́сяча две́сти деся́тые) го́ды до на́шей э́ры по пролептическому юлианскому календарю — промежуток времени с 1 января 1219 года до н. э. по 31 декабря 1210 года до н. э., включающий с 1219 по 1211 годы 9-го десятилетия  и 1210 год 10-го десятилетия XIII века 2-го тысячелетия до н. э. Им предшествовали 1220-е годы до н. э., за ними следовали 1200-е годы до н. э. Они закончились 3235 лет назад.

## События
- 1213—1203 год до н. э. — Стела Мернептаха Первое письменное упоминание об Израиле.
- 1214 год до н. э. — легендарный царь Афин Тесей свергнут после 30 лет царствования и его сменяет Менесфей, правнук Эрехтея из Афин и второй двоюродный брат отца Тесея Эгея. Менесфей, как сообщалось, помогал Кастору и Полидевку из Спарты, которые хотели вернуть свою сестру Елену, похищенную Тесеем. Тесей ищет убежища в Скиросе, царь которого Ликомед являлся его давним другом и союзником. Однако Ликомед полагает что этот визит представляет угрозу для его трона, и готовится убить его (Прочие источники смещают это событие на 10 лет позднее. См 1200-е годы до н. э.)
- 1213 год до н. э. — смерть египетского фараона Рамсеса II (другими датами является 1212 год до н. э., 1224 год до н. э. и 1223 год до н. э.).
- 1212 год до н. э. — смерть египетского фараона Рамсеса II (согласно другой датировке).

## Значимые люди
- Мернептах — фараон из XIX династии.
- Эгипт (1212 до н. э. — 1202 г. до н. э.) — персонаж древнегреческой мифологии, царь Аравии.